# Zisterzienserkloster Mariënkroon (Heusden)
Das Zisterzienserkloster Mariënkroon (Heusden) (auch Maria-Kroon) war von 1382 oder 1384 bis 1579 oder 1629 ein Kloster der Zisterzienser in Heusden, Provinz Nordbrabant in den Niederlanden.

## Geschichte
Das Zisterzienserinnenkloster Nieuw-Mariëndaal in Heesbeen bei Heusden, das sich als nicht lebensfähig erwies, wurde 1382 durch ein von Kloster Kamp besiedeltes Zisterzienserkloster (ab 1426 Priorat) ersetzt, das 1384 nach Heusden (nordwestlich ’s-Hertogenbosch) umzog (Janauschek, Ordnungsnummer 712) und sich Mariënkroon nannte (erster Oberer: Willem van Wisse). 1439 gründete es in der Nähe das Priorat Mariëndonk. Als Mariënkroon 1579 von den Geusen geplündert wurde, ging der Konvent nach ’s-Hertogenbosch, wo er sich bis 1629 halten konnte, bevor ihm die protestantische Republik der Sieben Vereinigten Provinzen ein Ende machte. Die 1904 in Nieuwkuijk gegründete und ursprünglich als Zuflucht gemeinte Zisterzienserabtei Mariënkroon legte sich diesen Namen 1937 in bewusstem Anschluss an das mittelalterliche (und frühneuzeitliche) Kloster zu.